# Élections régionales de 2010 en Île-de-France
Pour un article plus général, voir Élections régionales françaises de 2010.
Les élections régionales ont eu lieu les 14 et 21 mars 2010.

## Mode d'élection
Le mode de scrutin est fixé par le code électoral. Il précise que les conseillers régionaux sont élus tous les six ans.
Les conseillers régionaux sont élus dans chaque région au scrutin de liste à deux tours sans adjonction ni suppression de noms et sans modification de l'ordre de présentation. Chaque liste est constituée d'autant de sections qu'il y a de départements dans la région.
Si une liste a recueilli la majorité absolue des suffrages exprimés au premier tour, le quart des sièges lui est attribué. Le reste est réparti à la proportionnelle suivant la règle de la plus forte moyenne. Une liste ayant obtenu moins de 5 % des suffrages exprimés ne peut se voir attribuer un siège.
Sinon on procède à un second tour où peuvent se présenter les listes ayant obtenu 10 % des suffrages exprimés. La composition de ces listes peut être modifiée pour comprendre les candidats ayant figuré au premier tour sur d’autres listes, sous réserve que celles-ci aient obtenu au premier tour au moins 5 % des suffrages exprimés et ne se présentent pas au second tour. À l’issue du second tour, les sièges sont répartis de la même façon.
Les sièges étant attribués à chaque liste, on effectue ensuite la répartition entre les sections départementales, au prorata des voix obtenues par la liste dans chaque département.

## Candidats

### Listes présentées et validées en Ile-de-France
Les listes sont présentées par ordre d'enregistrement en Préfecture d'Ile-de-France. Leur admissibilité a été validée par les services de l'État.
- FN : Marie-Christine Arnautu[6], conseillère régionale.
- DLR- CNI : Nicolas Dupont-Aignan, député de l'Essonne, président de DLR
- EÉ : Cécile Duflot (secrétaire nationale des Verts)[7].
- LO : Jean-Pierre Mercier[8].
- MoDem : Alain Dolium, chef d'entreprise[9].
- PS/PRG/MRC/MUP : Jean-Paul Huchon, président sortant et ancien maire de Conflans-Sainte-Honorine (Yvelines, 1994-2001)[10].
- FG : Pierre Laurent, coordinateur national du PCF, ancien journaliste et directeur de la rédaction de L'Humanité.
- Majorité présidentielle : Valérie Pécresse[11] (UMP), ministre de l'Enseignement supérieur et de la Recherche et conseillère régionale sortante.
- AEI : Jean-Marc Governatori, président de La France en action.
- NPA : Olivier Besancenot, facteur, porte parole du Nouveau Parti Anticapitaliste[12].
- Liste Chrétienne : Axel de Boer, militant pro-vie
- Emergence : Almany Kanouté, conseiller municipal à Fresnes, éducateur spécialisé, militant associatif

### Listes présentées et invalidées en Ile-de-France
La liste suivante a été présentée dans les délais en Préfecture de la région Ile-de-France mais a été jugée invalide et n'est dès lors pas habilitée à participer à l'élection.
- Union pour la Nouvelle France : Thierry Sinda, poète[13],[14].

### Listes envisagées mais non-présentées en Ile-de-France
Deux listes ont été évoquées sans être présentées dans les délais en Préfecture.
- Union des Centristes et Réformateurs (Rassemblement Centriste, PLD, Mouvement pour une gauche moderne) : Serge Federbusch, président du Mouvement pour une gauche moderne, conseiller municipal de Paris Xe.
- Parti pirate : Jean-Christophe Frachet, ancien adhérent du MRC[15].

### Têtes de liste

#### Galerie

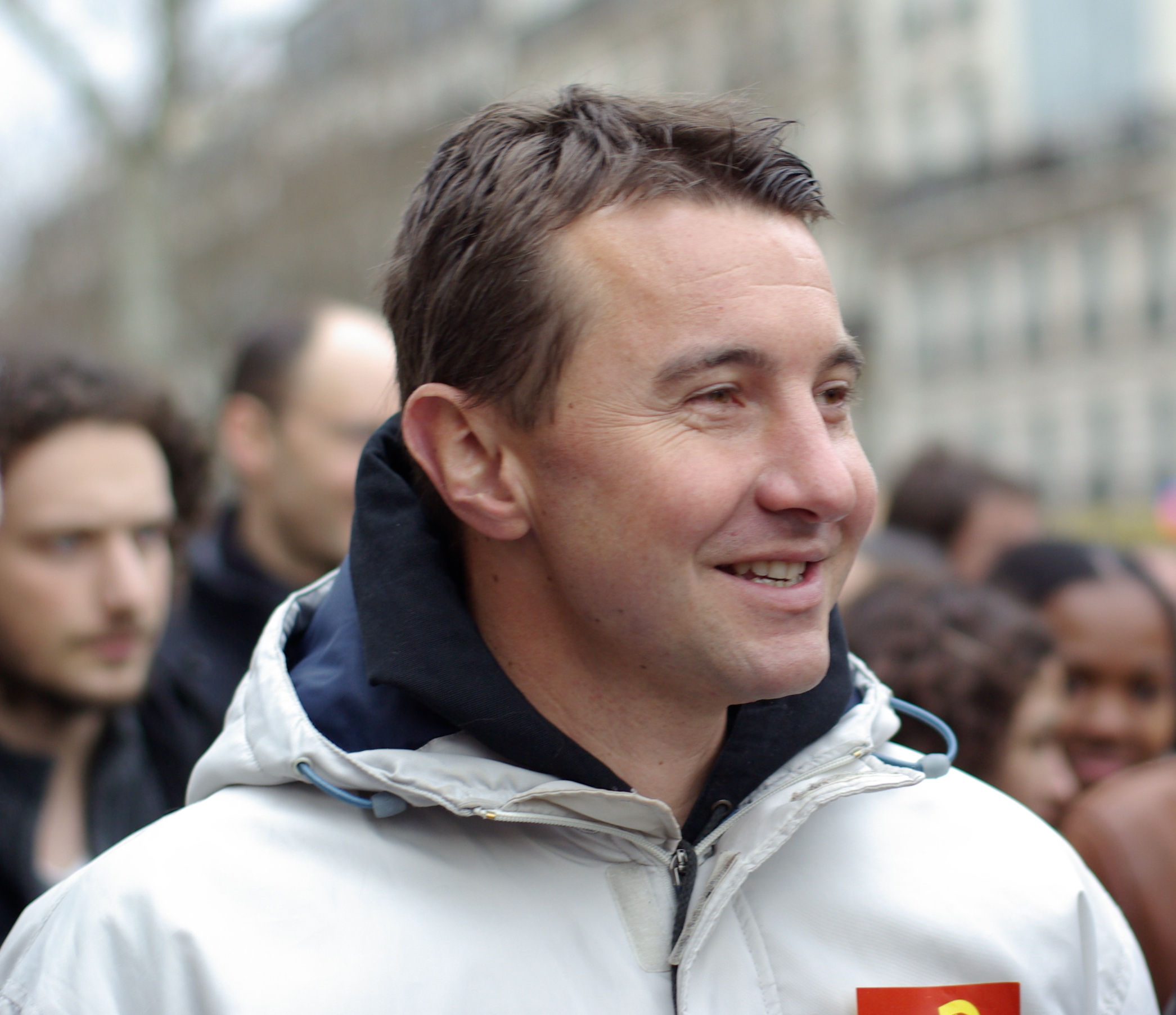
Olivier Besancenot
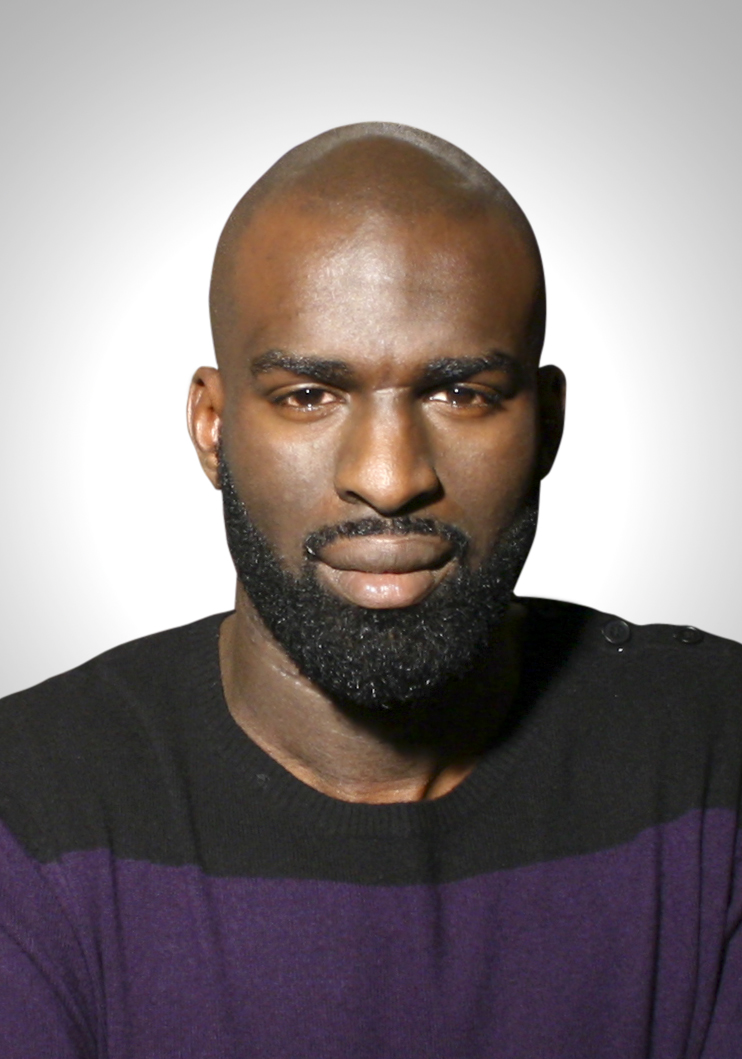
Almamy Kanouté
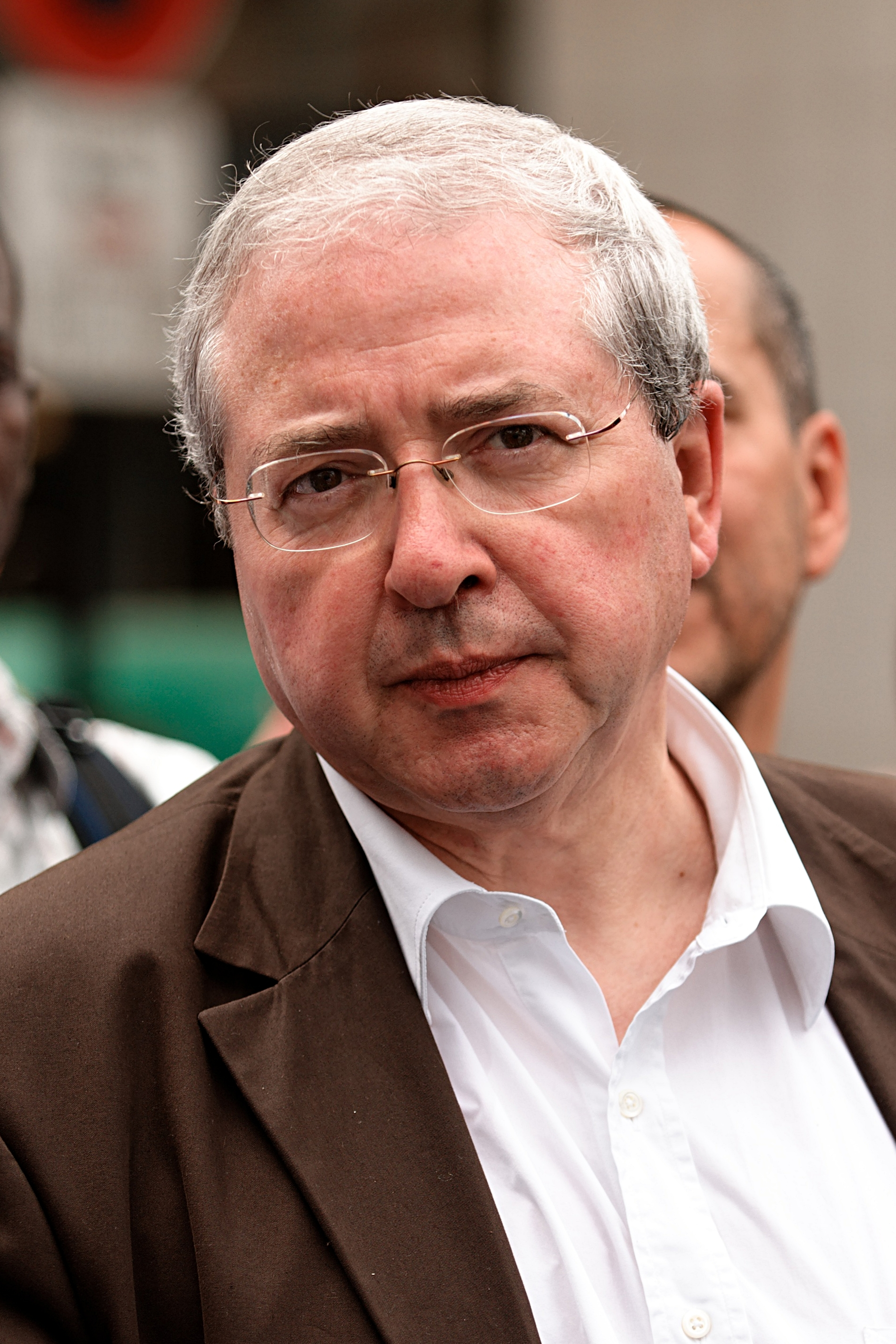
Jean-Paul Huchon
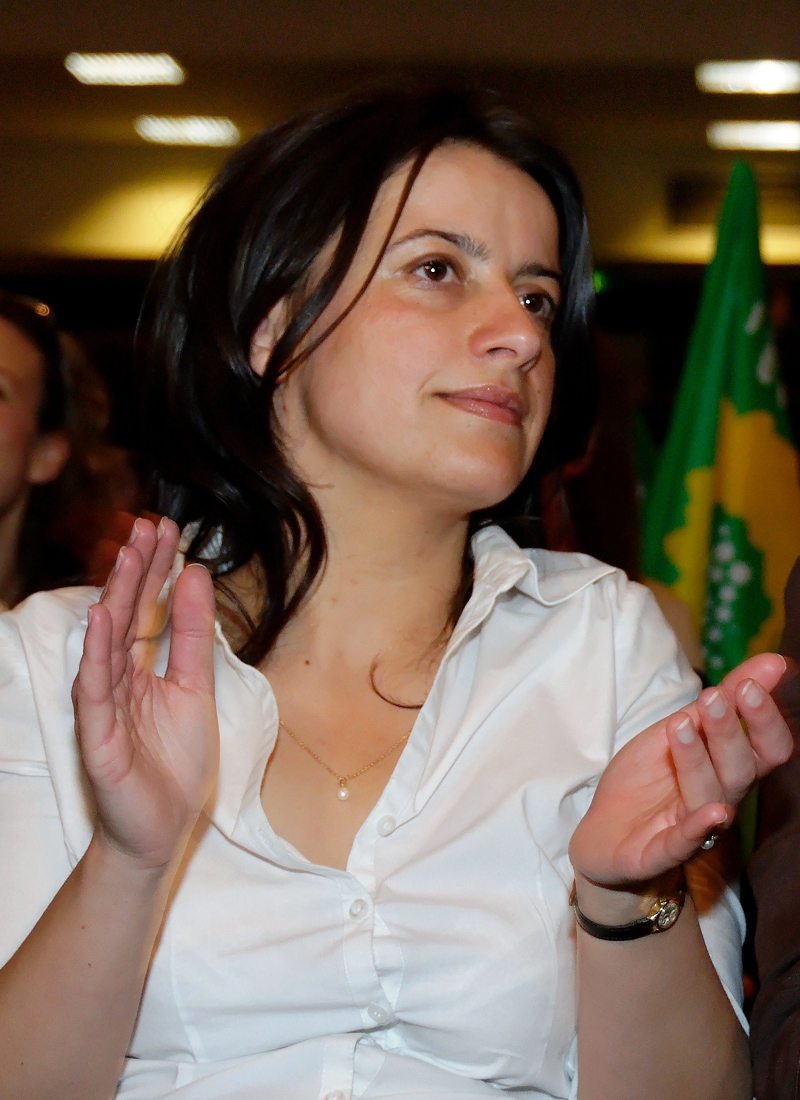
Cécile Duflot
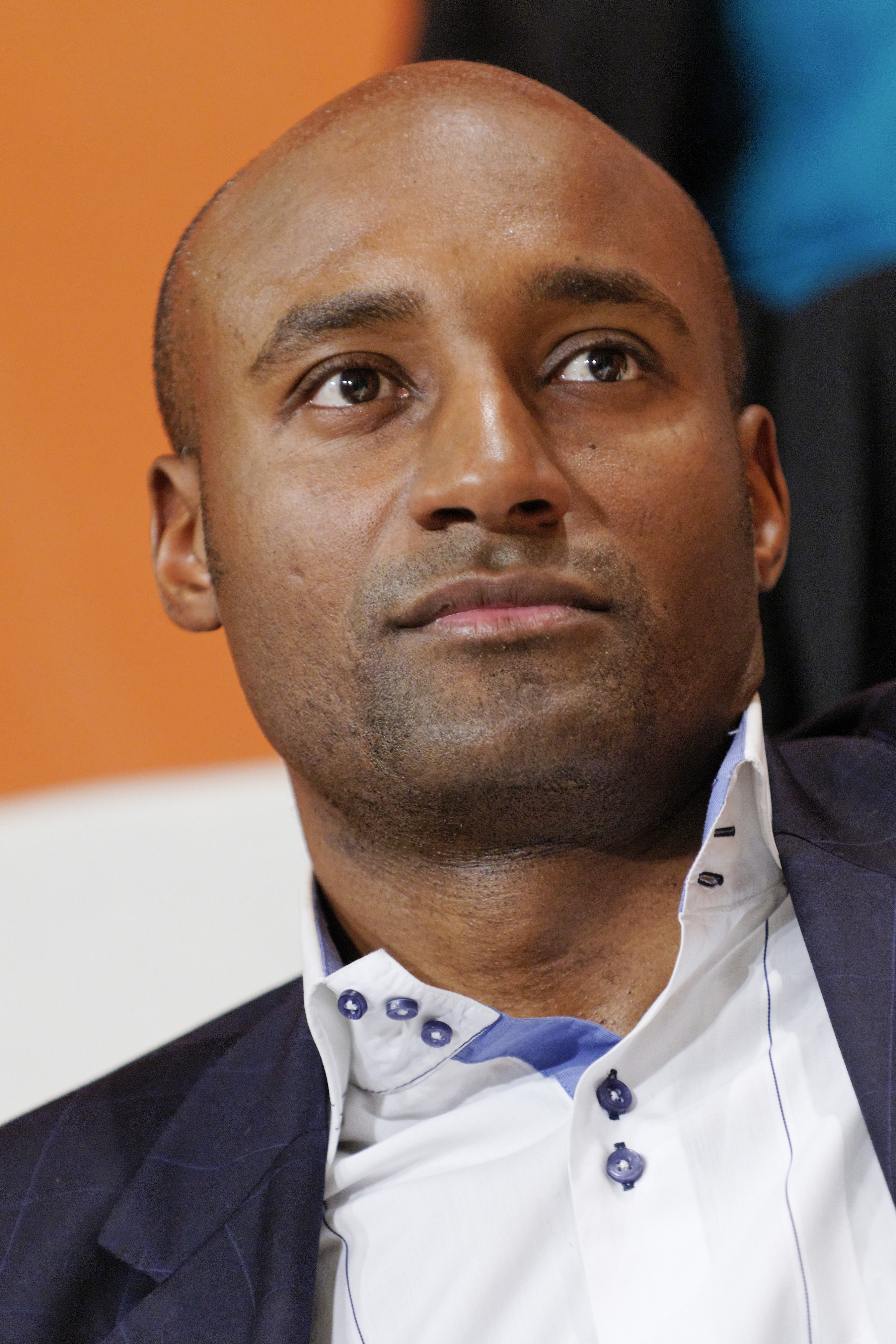
Alain Dolium
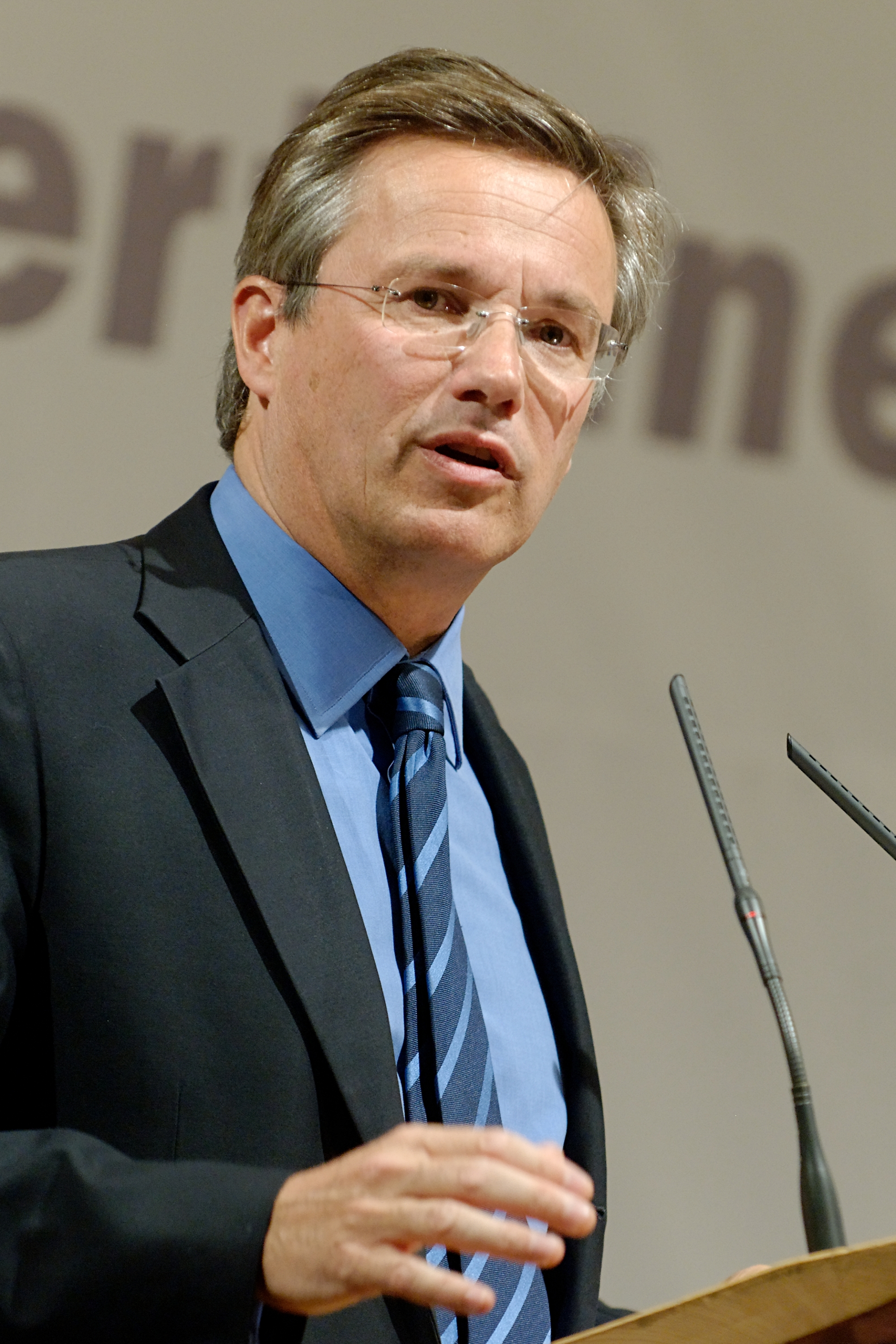
Nicolas Dupont-Aignan
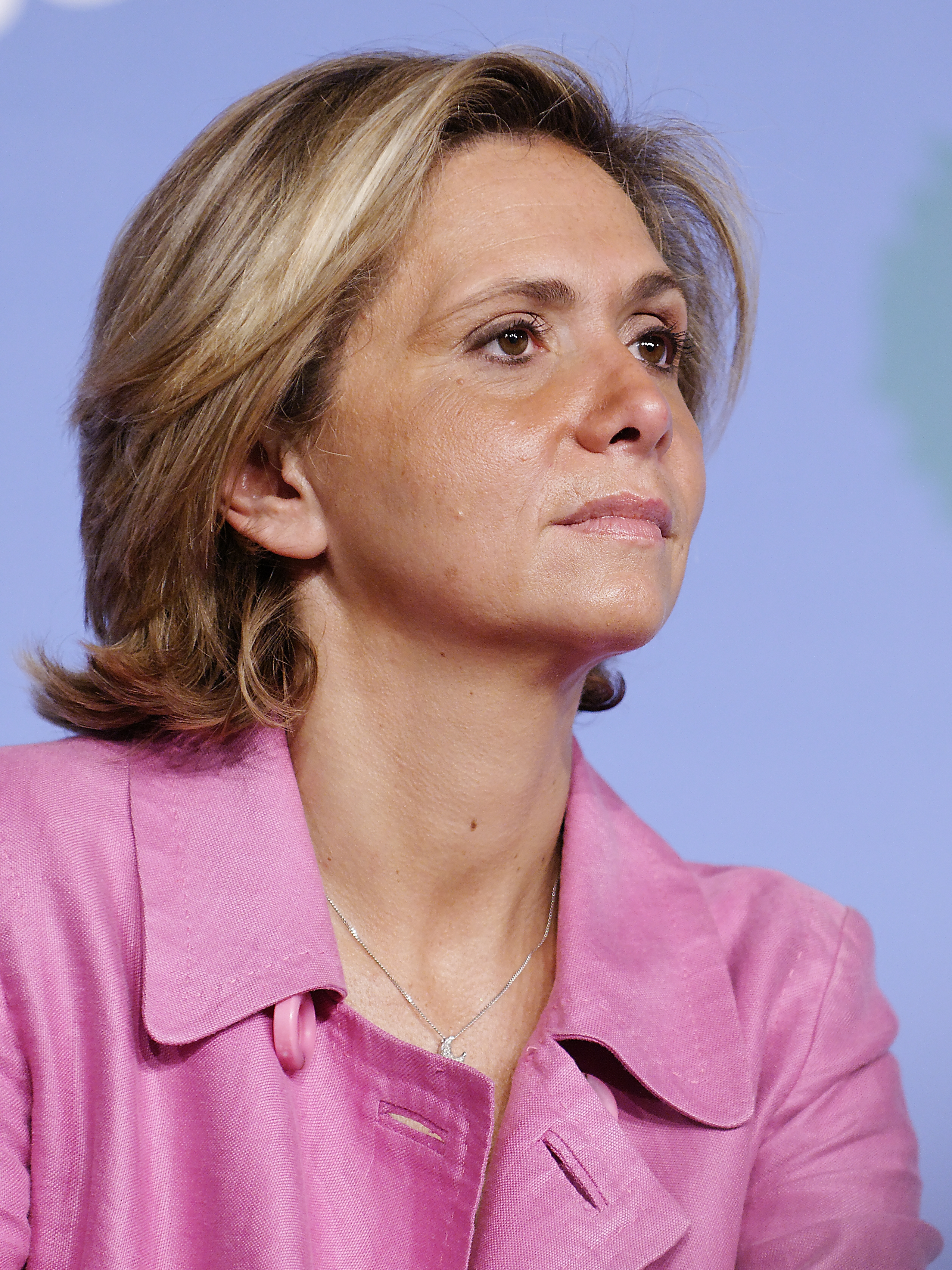
Valérie Pécresse

### Têtes de liste départementale
| Listes | Listes                        | Essonne                          | Hauts-de-Seine             | Paris                    | Seine-Saint-Denis                    | Seine-et-Marne                            | Val-de-Marne           | Val-d'Oise                        | Yvelines                      |
| ------ | ----------------------------- | -------------------------------- | -------------------------- | ------------------------ | ------------------------------------ | ----------------------------------------- | ---------------------- | --------------------------------- | ----------------------------- |
|        | Liste Kanouté (É)             | Dawari Horsfall                  | Mannone Cadoret            | Blandine Cracco          | Emmanuelle Baudier                   | Vincent Vieu                              | Ager Oueslati          | Alejandra Santana                 | Mam Talla                     |
|        | Liste Mercier (LO)            | Jean Camonin                     | Laurence Viguié            | Sophie Robin             | Jean-Pierre Mercier                  | Anne De La Torre                          | Pascal Boutet          | Patrice Crunil                    | Thierry Gonnot                |
|        | Liste Besancenot (NPA)        | Francis Couvidat                 | Armelle Pertus             | Anne Leclerc             | Catherine Billard                    | Coralie Wawrzyniak                        | Bila Traoré            | Omar Slaouti                      | Fabienne Lauret               |
|        | Liste Laurent (FG)            | François Delapierre (PG)         | Pascale Le Néouannic (PG)  | Éric Coquerel (PG)       | Marie-George Buffet (PCF)            | Jean-François Pelissier (Les Alternatifs) | Christian Favier (PCF) | Jean-Michel Ruiz (PCF)            | Céline Malaisé (GU)           |
|        | Liste Huchon (PS)             | Julien Dray                      | Philippe Kaltenbach        | Anne Hidalgo             | Abdelhak Kachouri                    | Marie Richard                             | Michèle Sabban         | Ali Soumaré                       | Jean-Paul Huchon              |
|        | Liste Duflot (EE)             | Jean-Vincent Placé (Verts)       | Pierre Larrouturou (ex-PS) | Robert Lion (Greenpeace) | Stéphane Gatignon (ex-PCF)           | Liliane Pays (Verts)                      | Cécile Duflot (Verts)  | Safia Lebdi (Militante féministe) | Anny Poursinoff (Verts)       |
|        | Liste Dolium (MoDem)          | Jean-François Vigier             | Chantal Brault             | Fadila Mehal             | Marylise Martins                     | Aude Luquet                               | Alain Dolium           | Sophie Jacqueest                  | Pierre Le Guerinel            |
|        | Liste Governatori (AEI)       | Alex Lacombe (GE)                | Emmanuel Pruvost (MEI)     | Jonathan Denis (Auj.A)   | Marie-Martine Hulot (Société civile) | Hélène Féo (Fed.)                         | Antonio Duarte (LDE)   | Marie-Christine Jalladaud (FEA)   | Jean-Louis Fontaine (CDH)     |
|        | Liste Dupont-Aignan (DLR-CNI) | Nicolas Dupont-Aignan (DLR)      | François Morvan (DLR)      | Bruno North (CNI)        | Philippe Julliard (DLR)              | Joëlle Charlier (DLR)                     | Jacky Halbwax (DLR)    | Jean-Pierre Enjalbert (DLR)       | Philippe Brillault (app. CNI) |
|        | Liste Pécresse (MAJ)          | Nathalie Kosciusko-Morizet (UMP) | André Santini (NC)         | Chantal Jouanno (UMP)    | Bruno Beschizza (Synd. Synergie)     | Yves Jégo (UMP-Rad.)                      | Laurent Lafon (NC)     | Axel Poniatowski (UMP)            | Valérie Pécresse (UMP)        |
|        | Liste Arnautu (FN)            | Farid Smahi                      | Laurent Salles             | Ludovic de Danne         | Alexandre Simonnot                   | Marie-Christine Arnautu                   | Dominique Joly         | Micheline Bruna                   | Philippe Chevrier             |
|        | Liste de Boer (LCh)           | Bertrand Mary                    | Hofée Semopa               | Axel de Boer             | Jacqueline Robert                    | Philippe Farges                           | Henri Blehaut          | Philippe Fabre                    | Élisabeth de Volontat         |

## Sondages

### Intentions de vote
Avertissement : Les résultats des intentions de vote ne sont que la mesure actuelle des rapports de forces politiques. Ils ne sont en aucun cas prédictifs du résultat des prochaines élections.
La marge d'erreur de ces sondages est de 4,5 % pour 500 personnes interrogées, 3,2 % pour 1000, 2,2 % pour 2000 et 1,6 % pour 4000.

#### Premier tour
| Listes | Listes                        | IFOP 05/10/2009 | IFOP 05/10/2009 | OpinionWay 10/12/2009 | IFOP 11/12/2009 | IFOP 14/01/2010 | TNS Sofres 07/02/2010 | Opinion Way 08/02/2010 | CSA 14/02/2010 | TNS Sofres 18/02/2010 | IFOP 27/02/2010 | TNS Sofres 10/03/2010 | Opinion Way 12/03/2010 |
| ------ | ----------------------------- | --------------- | --------------- | --------------------- | --------------- | --------------- | --------------------- | ---------------------- | -------------- | --------------------- | --------------- | --------------------- | ---------------------- |
|        | A. Kanouté (É)                | non testé       | non testé       | non testé             | non testé       | non testé       | non testé             | non testé              | non testé      | non testé             | 0 %             | 0,5 %                 | 0 %                    |
|        | J.-P. Mercier (LO)            | non testé       | non testé       | 2 %                   | non testé       | non testé       | non connu             | 1 %                    | 2 %            | 1,5 %                 | 0,5 %           | 1 %                   | 1 %                    |
|        | O.Besancenot (NPA)            | 5 %             | 5 %             | 2 %                   | 3,5 %           | 4 %             | 6 %                   | 3 %                    | 4 %            | 5,5 %                 | 3 %             | 6 %                   | 4 %                    |
|        | P.Laurent (FG)                | 7 %             | 7 %             | 7 %                   | 7 %             | 6 %             | 6 %                   | 5 %                    | 5 %            | 7 %                   | 7 %             | 7 %                   | 6 %                    |
|        | J-P.Huchon (PS et alliés)     | 19 %            | 19 %            | 24 %                  | 23 %            | 23 %            | 22 %                  | 26 %                   | 26 %           | 26 %                  | 25 %            | 26 %                  | 27 %                   |
|        | C. Duflot (EÉ)                | 15 %            | 16 %            | 21 %                  | 16 %            | 16 %            | 17 %                  | 18 %                   | 15 %           | 14 %                  | 15 %            | 18 %                  | 17 %                   |
|        | A. Dolium (MoDem)             | 8 %             | 10 %            | 6 %                   | 5 %             | 5 %             | 3 %                   | 5 %                    | 5 %            | 4 %                   | 5 %             | 4 %                   | 4 %                    |
|        | J.-M. Governatori (AEI)       | non testé       | non testé       | 3 %                   | 2 %             | 1,5 %           | non connu             | 3 %                    | 1 %            | 1 %                   | 2 %             | 1 %                   | 3 %                    |
|        | V. Pécresse (UMP et alliés)   | 30 %1           | 32,5 %1         | 30 %                  | 34 %            | 32 %            | 32 %                  | 30 %                   | 34 %           | 32 %                  | 32 %            | 30 %                  | 30 %                   |
|        | Liste Dupont-Aignan (DLR-CNI) | 3,5 %           | 3,5 %           | non testé             | 3 %             | 2,5 %           | 5 %                   | 2 %                    | 2 %            | 4 %                   | 2,5 %           | 2,5 %                 | 3 %                    |
|        | M.-C. Arnautu (FN)            | 6,5 %           | 7 %             | 5 %                   | 6,5 %           | 8 %             | 4,5 %                 | 6 %                    | 6 %            | 5 %                   | 7,5 %           | 4 %                   | 5 %                    |
|        | A.Boer (LCh)                  | non testé       | non testé       | non testé             | non testé       | non testé       | non testé             | non testé              | non testé      | non testé             | 0,5 %           | 0 %                   | 0 %                    |
|        | Personnes interrogées         | 1000            | 1000            | 989                   | 940             | 1050            | non connu             | 1014                   | 801            | 700                   | 985             | 700                   | 1012                   |

- 1 Pour le premier sondage IFOP du mois d'octobre 2009, dans la première colonne une liste du NC était proposé, avec 6 % d'intention de vote, tandis que dans la seconde option les deux partis sont ensemble.

#### Second tour
|            |                       |       |    |    |    |
| OpinionWay | 17 et 18 mars 2010    | 1 031 | –  | 57 | 43 |
| Ifop       | 18 mars 2010          | NC    | –  | 56 | 44 |
| OpinionWay | 12 mars 2010          | NC    | –  | 58 | 42 |
| TNS Sofres | 10 mars 2010          | NC    | –  | 60 | 40 |
| IFOP       | 27 février 2010       | NC    | –  | 55 | 45 |
| TNS Sofres | 18 février 2010       | NC    | –  | 58 | 42 |
| CSA        | 14 février 2010       | NC    | –  | 57 | 43 |
| Ifop       | 11 décembre 2009      | NC    | –  | 52 | 48 |
| Ifop       | 11 décembre 2009      | NC    | 57 | –  | 43 |
| OpinionWay | 3 et 4 février 2010   | 1 014 | –  | 55 | 45 |
| OpinionWay | 9 et 10 décembre 2009 | 989   | 57 | –  | 43 |
| OpinionWay | 9 et 10 décembre 2009 | 989   | –  | 57 | 43 |

### Notoriété
En décembre 2009, selon un sondage LH2, 35 % des habitants d'Île-de-France citent spontanément
Jean-Paul Huchon lorsqu'on leur demande le nom de leur président de région.

## Résultats

### Régionaux
|                | Valérie Pécresse Union pour un mouvement populaire (NC)              | 802 123   | 27,76  | 1 314 699 | 43,31  | 67 32,06 %  |  |  |
|                | Jean-Paul Huchon sortant Parti socialiste (PRG - MRC)                | 729 898   | 25,26  | 1 720 993 | 56,69  | 142 67,94 % |  |  |
|                | Cécile Duflot Les Verts (Cap21 - GC)                                 | 479 047   | 16,58  | 1 720 993 | 56,69  | 142 67,94 % |  |  |
|                | Pierre Laurent Parti communiste français (PG - GU - Les Alternatifs) | 189 193   | 6,55   | 1 720 993 | 56,69  | 142 67,94 % |  |  |
|                | Marie-Christine Arnautu Front national                               | 268 317   | 9,29   |           |        |             |  |  |
|                | Nicolas Dupont-Aignan Debout la République (CNIP)                    | 119 844   | 4,15   |           |        |             |  |  |
|                | Alain Dolium Mouvement démocrate (GÉ)                                | 114 983   | 3,98   |           |        |             |  |  |
|                | Olivier Besancenot Nouveau parti anticapitaliste                     | 90 319    | 3,13   |           |        |             |  |  |
|                | Jean-Marc Governatori Alliance écologiste indépendante               | 40 405    | 1,40   |           |        |             |  |  |
|                | Axel de Boer Extrême droite (Solidarité - AMEN)                      | 24 663    | 0,85   |           |        |             |  |  |
|                | Jean-Pierre Mercier Lutte ouvrière                                   | 18 286    | 0,63   |           |        |             |  |  |
|                | Almamy Kanoute Divers                                                | 12 242    | 0,42   |           |        |             |  |  |
|                |                                                                      |           |        |           |        |             |  |  |
| Inscrits       | Inscrits                                                             | 6 764 105 | 100,00 | 6 764 004 | 100,00 | 209         |  |  |
| Abstentions    | Abstentions                                                          | 3 801 907 | 56,21  | 3 575 281 | 52,86  |             |  |  |
| Votants        | Votants                                                              | 2 962 198 | 43,79  | 3 188 723 | 47,14  |             |  |  |
| Blancs et nuls | Blancs et nuls                                                       | 72 878    | 2,46   | 153 031   | 4,80   |             |  |  |
| Exprimés       | Exprimés                                                             | 2 889 320 | 97,54  | 3 035 692 | 95,20  |             |  |  |

### Départementaux

#### Paris
La droite est sévèrement battue à Paris dans un contexte de faible participation électorale, alors que le Front national est absent du second tour. La gauche parlementaire, réunie derrière le Parti socialiste au second tour, l'emporte aisément à Paris et obtient 7,5 % de voix de plus qu'en 2004.
| Tête de liste Étiquette politique (partis et alliances) | Tête de liste Étiquette politique (partis et alliances)       | Premier tour | Premier tour | Second tour | Second tour | Sièges | Sièges |  |
| Tête de liste Étiquette politique (partis et alliances) | Tête de liste Étiquette politique (partis et alliances)       | Voix         | %            | Voix        | %           | Nombre | %      |  |
| ------------------------------------------------------- | ------------------------------------------------------------- | ------------ | ------------ | ----------- | ----------- | ------ | ------ |  |
|                                                         | Chantal Jouanno Union pour un mouvement populaire (NC)        | 163 535      | 28,95        | 248 766     | 42,05       | 13     | 31,71  |  |
|                                                         | Anne Hidalgo Parti socialiste (PRG - MRC)                     | 148 324      | 26,26        | 342 761     | 57,95       | 28     | 68,29  |  |
|                                                         | Robert Lion Les Verts (Cap21 - GC)                            | 116 207      | 20,57        | 342 761     | 57,95       | 28     | 68,29  |  |
|                                                         | Éric Coquerel Parti de gauche (PCF - GU - Les Alternatifs)    | 34 505       | 6,11         | 342 761     | 57,95       | 28     | 68,29  |  |
|                                                         | Ludovic de Danne Front national                               | 34 436       | 6,10         |             |             |        |        |  |
|                                                         | Fadila Mehal Mouvement démocrate (GÉ)                         | 22 347       | 3,96         |             |             |        |        |  |
|                                                         | Bruno North Centre national des indépendants et paysans (DLR) | 16 488       | 2,92         |             |             |        |        |  |
|                                                         | Anne Leclerc Nouveau parti anticapitaliste                    | 13 208       | 2,34         |             |             |        |        |  |
|                                                         | Jonathan Denis Alliance écologiste indépendante               | 5 983        | 1,06         |             |             |        |        |  |
|                                                         | Axel de Boer Divers droite                                    | 5 946        | 1,05         |             |             |        |        |  |
|                                                         | Sophie Robin Lutte ouvrière                                   | 2 598        | 0,46         |             |             |        |        |  |
|                                                         | Blandine Cracco Divers                                        | 1 359        | 0,24         |             |             |        |        |  |
|                                                         |                                                               |              |              |             |             |        |        |  |
| Inscrits                                                | Inscrits                                                      | 1 204 398    | 100,00       | 1 204 251   | 100,00      |        |        |  |
| Abstention                                              | Abstention                                                    | 629 581      | 52,27        | 588 921     | 48,90       |        |        |  |
| Votants                                                 | Votants                                                       | 574 817      | 47,73        | 615 330     | 51,10       |        |        |  |
| Blancs et nuls                                          | Blancs et nuls                                                | 9 881        | 1,72         | 23 803      | 3,87        |        |        |  |
| Exprimés                                                | Exprimés                                                      | 564 936      | 98,28        | 591 527     | 96,13       |        |        |  |

#### Seine-et-Marne
| Tête de liste Étiquette politique (partis et alliances) | Tête de liste Étiquette politique (partis et alliances) | Premier tour | Premier tour | Second tour | Second tour | Sièges | Sièges |  |
| Tête de liste Étiquette politique (partis et alliances) | Tête de liste Étiquette politique (partis et alliances) | Voix         | %            | Voix        | %           | Nombre | %      |  |
| ------------------------------------------------------- | ------------------------------------------------------- | ------------ | ------------ | ----------- | ----------- | ------ | ------ |  |
|                                                         | Yves Jégo Union pour un mouvement populaire (NC)        | 86 011       | 26,34        | 151 253     | 44,21       | 8      | 33,33  |  |
|                                                         | Marie Richard Parti socialiste (PRG - MRC)              | 82 861       | 25,38        | 190 846     | 55,79       | 16     | 66,67  |  |
|                                                         | Liliane Pays Les Verts (Cap21 - GC)                     | 46 960       | 14,38        | 190 846     | 55,79       | 16     | 66,67  |  |
|                                                         | Jean-François Pelissier Les Alternatifs (PCF - PG - GU) | 16 686       | 5,11         | 190 846     | 55,79       | 16     | 66,67  |  |
|                                                         | Marie-Christine Arnautu Front national                  | 43 436       | 13,30        |             |             |        |        |  |
|                                                         | Joëlle Charlier Debout la République (CNIP)             | 13 599       | 4,16         |             |             |        |        |  |
|                                                         | Aude Luquet Mouvement démocrate (GÉ)                    | 12 878       | 3,94         |             |             |        |        |  |
|                                                         | Coralie Wawrzyniak Nouveau parti anticapitaliste        | 12 432       | 3,81         |             |             |        |        |  |
|                                                         | Hélène Féo Alliance écologiste indépendante             | 5 819        | 1,78         |             |             |        |        |  |
|                                                         | Anne De La Torre Lutte ouvrière                         | 2 594        | 0,79         |             |             |        |        |  |
|                                                         | Philippe Farges Divers droite                           | 2 022        | 0,62         |             |             |        |        |  |
|                                                         | Vincent Vieu Divers                                     | 1 211        | 0,37         |             |             |        |        |  |
|                                                         |                                                         |              |              |             |             |        |        |  |
| Inscrits                                                | Inscrits                                                | 812 474      | 100,00       | 812 508     | 100,00      |        |        |  |
| Abstention                                              | Abstention                                              | 475 614      | 58,54        | 449 709     | 55,35       |        |        |  |
| Votants                                                 | Votants                                                 | 336 860      | 41,46        | 362 799     | 44,65       |        |        |  |
| Blancs et nuls                                          | Blancs et nuls                                          | 10 351       | 3,07         | 20 714      | 5,71        |        |        |  |
| Exprimés                                                | Exprimés                                                | 326 509      | 96,93        | 342 088     | 94,29       |        |        |  |

#### Yvelines
| Tête de liste Étiquette politique (partis et alliances) | Tête de liste Étiquette politique (partis et alliances)              | Premier tour | Premier tour | Second tour | Second tour | Sièges | Sièges |  |
| Tête de liste Étiquette politique (partis et alliances) | Tête de liste Étiquette politique (partis et alliances)              | Voix         | %            | Voix        | %           | Nombre | %      |  |
| ------------------------------------------------------- | -------------------------------------------------------------------- | ------------ | ------------ | ----------- | ----------- | ------ | ------ |  |
|                                                         | Valérie Pécresse Union pour un mouvement populaire (NC)              | 136 859      | 33,74        | 215 113     | 50,55       | 11     | 39,29  |  |
|                                                         | Jean-Paul Huchon sortant Parti socialiste (PRG - MRC)                | 92 537       | 22,81        | 210 466     | 49,45       | 17     | 60,71  |  |
|                                                         | Anny Poursinoff Les Verts (Cap21 - GC)                               | 67 740       | 16,70        | 210 466     | 49,45       | 17     | 60,71  |  |
|                                                         | Céline Malaise Gauche unitaire (PCF - PG - Les Alternatifs)          | 14 707       | 3,63         | 210 466     | 49,45       | 17     | 60,71  |  |
|                                                         | Philippe Chevrier Front national                                     | 35 811       | 8,83         |             |             |        |        |  |
|                                                         | Philippe Brillault Centre national des indépendants et paysans (DLR) | 17204        | 4,24         |             |             |        |        |  |
|                                                         | Pierre Le Guerinel Mouvement démocrate (GÉ)                          | 17 119       | 4,22         |             |             |        |        |  |
|                                                         | Fabienne Lauret Nouveau parti anticapitaliste                        | 9 387        | 2,31         |             |             |        |        |  |
|                                                         | Jean-Louis Fontaine Alliance écologiste indépendante                 | 5 989        | 1,48         |             |             |        |        |  |
|                                                         | Élisabeth de Volontat Divers droite                                  | 5 142        | 1,27         |             |             |        |        |  |
|                                                         | Thierry Gonnot Lutte ouvrière                                        | 2 037        | 0,50         |             |             |        |        |  |
|                                                         | Mam Talla Divers (Émergence)                                         | 1 069        | 0,26         |             |             |        |        |  |
|                                                         |                                                                      |              |              |             |             |        |        |  |
| Inscrits                                                | Inscrits                                                             | 913 019      | 100,00       | 912 954     | 100,00      |        |        |  |
| Abstention                                              | Abstention                                                           | 498 972      | 54,65        | 467 320     | 51,19       |        |        |  |
| Votants                                                 | Votants                                                              | 414 047      | 45,35        | 445 634     | 48,81       |        |        |  |
| Blancs et nuls                                          | Blancs et nuls                                                       | 8 446        | 2,04         | 20 043      | 4,50        |        |        |  |
| Exprimés                                                | Exprimés                                                             | 405 601      | 97,96        | 425 585     | 95,50       |        |        |  |

#### Essonne
| Tête de liste  | Tête de liste              | Liste                   | Premier tour | Premier tour | Second tour | Second tour | Sièges | Sièges |
| Tête de liste  | Tête de liste              | Liste                   | #            | %            | #           | %           | #      | %      |
| -------------- | -------------------------- | ----------------------- | ------------ | ------------ | ----------- | ----------- | ------ | ------ |
|                | Julien Dray*               | PS-PRG-MRC              | 85 545       | 25,74        | 202 316     | 58,64       | 17     | 70,83  |
|                | Jean-Vincent Placé         | Verts-Cap21-GC          | 52 171       | 15,70        | 202 316     | 58,64       | 17     | 70,83  |
|                | François Delapierre        | PG-PCF-Alternatifs-PCOF | 21 642       | 6,51         | 202 316     | 58,64       | 17     | 70,83  |
|                | Nathalie Kosciusko-Morizet | UMP-NC                  | 77 256       | 23,24        | 142 713     | 41,36       | 7      | 29,17  |
|                | Farid Smahi                | FN                      | 32 169       | 9,68         |             |             |        |        |
|                | Nicolas Dupont-Aignan      | DLR-CNI                 | 28 675       | 8,63         |             |             |        |        |
|                | Jean-François Vigier       | MoDem-GÉ                | 13 014       | 3,92         |             |             |        |        |
|                | Francis Couvidat           | NPA                     | 10 941       | 3,29         |             |             |        |        |
|                | Alex Lacombe               | AEI                     | 5 220        | 1,57         |             |             |        |        |
|                | Jean Camonin               | LO                      | 2 029        | 0,61         |             |             |        |        |
|                | Bertrand Mary              | DVD                     | 1 953        | 0,59         |             |             |        |        |
|                | Dawari Horsfall            | Émergence               | 1 750        | 0,53         |             |             |        |        |
|                |                            |                         |              |              |             |             |        |        |
| Inscrits       | Inscrits                   | Inscrits                | 753 232      | 100,00       | 753 560     | 100,00      |        |        |
| Abstention     | Abstention                 | Abstention              | 412 394      | 54,75        | 389 494     | 51,69       |        |        |
| Votants        | Votants                    | Votants                 | 340 838      | 45,25        | 364 066     | 48,31       |        |        |
| Blancs et nuls | Blancs et nuls             | Blancs et nuls          | 8 473        | 2,49         | 19 039      | 5,23        |        |        |
| Exprimés       | Exprimés                   | Exprimés                | 332 365      | 97,51        | 345 029     | 94,77       |        |        |

* liste du président sortant

#### Hauts-de-Seine
| Tête de liste Étiquette politique (partis et alliances) | Tête de liste Étiquette politique (partis et alliances)           | Premier tour | Premier tour | Second tour | Second tour | Sièges | Sièges |  |
| Tête de liste Étiquette politique (partis et alliances) | Tête de liste Étiquette politique (partis et alliances)           | Voix         | %            | Voix        | %           | Nombre | %      |  |
| ------------------------------------------------------- | ----------------------------------------------------------------- | ------------ | ------------ | ----------- | ----------- | ------ | ------ |  |
|                                                         | André Santini Nouveau centre (UMP)                                | 143 444      | 34,57        | 213 123     | 48,94       | 11     | 37,93  |  |
|                                                         | Philippe Kaltenbach Parti socialiste (PRG - MRC)                  | 94 508       | 22,77        | 222 367     | 51,06       | 18     | 62,07  |  |
|                                                         | Pierre Larrouturou Les Verts (Cap21 - GC)                         | 68 124       | 16,42        | 222 367     | 51,06       | 18     | 62,07  |  |
|                                                         | Pascale Le Néouannic Parti de gauche (PCF - GU - Les Alternatifs) | 24 134       | 5,82         | 222 367     | 51,06       | 18     | 62,07  |  |
|                                                         | Laurent Salles Front national                                     | 29 700       | 7,16         |             |             |        |        |  |
|                                                         | Chantal Brault Mouvement démocrate (GÉ)                           | 17 747       | 4,28         |             |             |        |        |  |
|                                                         | François Morvan Debout la République (CNIP)                       | 13 993       | 3,37         |             |             |        |        |  |
|                                                         | Armelle Pertus Nouveau parti anticapitaliste                      | 10 343       | 2,49         |             |             |        |        |  |
|                                                         | Emmanuel Pruvost Alliance écologiste indépendante                 | 5 524        | 1,33         |             |             |        |        |  |
|                                                         | Hofée Semopa Divers droite                                        | 3 948        | 0,95         |             |             |        |        |  |
|                                                         | Laurence Viguié Lutte ouvrière                                    | 2 093        | 0,50         |             |             |        |        |  |
|                                                         | Mannone Cadoret Divers (Émergence)                                | 1 417        | 0,34         |             |             |        |        |  |
|                                                         |                                                                   |              |              |             |             |        |        |  |
| Inscrits                                                | Inscrits                                                          | 918 640      | 100,00       | 918 394     | 100,00      |        |        |  |
| Abstention                                              | Abstention                                                        | 492 862      | 53,65        | 461 258     | 50,22       |        |        |  |
| Votants                                                 | Votants                                                           | 425 778      | 46,35        | 457 136     | 49,78       |        |        |  |
| Blancs et nuls                                          | Blancs et nuls                                                    | 10 803       | 2,54         | 21 646      | 4,74        |        |        |  |
| Exprimés                                                | Exprimés                                                          | 414 975      | 97,46        | 435 490     | 95,26       |        |        |  |

#### Seine-Saint-Denis
| Tête de liste  | Tête de liste       | Liste                   | Premier tour | Premier tour | Second tour | Second tour | Sièges | Sièges |
| Tête de liste  | Tête de liste       | Liste                   | #            | %            | #           | %           | #      | %      |
| -------------- | ------------------- | ----------------------- | ------------ | ------------ | ----------- | ----------- | ------ | ------ |
|                | Abdelak Kachouri*   | PS-PRG-MRC              | 71 602       | 27,92        | 182 376     | 66,53       | 15     | 78,94  |
|                | Stéphane Gatignon   | Les Verts-Cap21-GC      | 37 396       | 14,58        | 182 376     | 66,53       | 15     | 78,94  |
|                | Marie-George Buffet | PCF-PG-Alternatifs-PCOF | 28 889       | 11,26        | 182 376     | 66,53       | 15     | 78,94  |
|                | Bruno Beschizza     | UMP-NC                  | 49 048       | 19,13        | 91 747      | 33,47       | 4      | 21,05  |
|                | Alexandre Simonnot  | FN                      | 31 365       | 12,23        |             |             |        |        |
|                | Catherine Billard   | NPA                     | 12 994       | 5,07         |             |             |        |        |
|                | Marylise Martins    | MoDem-GÉ                | 8 554        | 3,34         |             |             |        |        |
|                | Philippe Juliard    | DLR-CNI                 | 6 867        | 2,68         |             |             |        |        |
|                | Marie-Martine Hulot | AEI                     | 3 214        | 1,25         |             |             |        |        |
|                | Jean-Pierre Mercier | LO                      | 2 724        | 1,06         |             |             |        |        |
|                | Jacqueline Robert   | DVD                     | 1 793        | 0,70         |             |             |        |        |
|                | Emmanuelle Baudier  | Émergence               | 2 010        | 0,78         |             |             |        |        |
|                |                     |                         |              |              |             |             |        |        |
| Inscrits       | Inscrits            | Inscrits                | 718 766      | 100,00       | 718 759     | 100,00      |        |        |
| Abstention     | Abstention          | Abstention              | 454 050      | 63,17        | 429 385     | 59,74       |        |        |
| Votants        | Votants             | Votants                 | 264 716      | 36,83        | 289 374     | 40,26       |        |        |
| Blancs et nuls | Blancs et nuls      | Blancs et nuls          | 8 260        | 3,12         | 15 254      | 5,27        |        |        |
| Exprimés       | Exprimés            | Exprimés                | 256 456      | 96,88        | 274 123     | 94,73       |        |        |

* liste du président sortant

#### Val-de-Marne
| Tête de liste  | Tête de liste    | Liste                   | Premier tour | Premier tour | Second tour | Second tour | Sièges | Sièges |
| Tête de liste  | Tête de liste    | Liste                   | #            | %            | #           | %           | #      | %      |
| -------------- | ---------------- | ----------------------- | ------------ | ------------ | ----------- | ----------- | ------ | ------ |
|                | Michèle Sabban*  | PS-PRG-MRC              | 80 685       | 25,49        | 203 733     | 61,20       | 17     | 78,95  |
|                | Cécile Duflot    | Verts-Cap21-GC          | 51 086       | 16,14        | 203 733     | 61,20       | 17     | 78,95  |
|                | Christian Favier | PCF-PG-Alternatifs-PCOF | 34 114       | 10,78        | 203 733     | 61,20       | 17     | 78,95  |
|                | Laurent Lafon    | NC-UMP                  | 76 692       | 24,23        | 129 143     | 38,80       | 7      | 21,05  |
|                | Dominique Joly   | FN                      | 28 533       | 9,02         |             |             |        |        |
|                | Alain Dolium     | MoDem-GÉ                | 12 826       | 4,05         |             |             |        |        |
|                | Jacky Halbwax    | DLR-CNI                 | 11 894       | 3,76         |             |             |        |        |
|                | Bila Traoré      | NPA                     | 10 226       | 3,23         |             |             |        |        |
|                | Antonio Duarte   | AEI                     | 4 090        | 1,29         |             |             |        |        |
|                | Ager Oueslati    | Émergence               | 2 371        | 0,75         |             |             |        |        |
|                | Pascal Boutet    | LO                      | 2 025        | 0,64         |             |             |        |        |
|                | Henri Blehaut    | DVD                     | 1 950        | 0,62         |             |             |        |        |
|                |                  |                         |              |              |             |             |        |        |
| Inscrits       | Inscrits         | Inscrits                | 757 676      | 100,00       | 757 676     | 100,00      |        |        |
| Abstention     | Abstention       | Abstention              | 432 658      | 57,10        | 408 404     | 53,90       |        |        |
| Votants        | Votants          | Votants                 | 325 018      | 42,90        | 349 272     | 46,10       |        |        |
| Blancs et nuls | Blancs et nuls   | Blancs et nuls          | 8 526        | 2,62         | 16 396      | 4,69        |        |        |
| Exprimés       | Exprimés         | Exprimés                | 316 492      | 97,38        | 332 876     | 95,31       |        |        |

* liste du président sortant

#### Val-d'Oise
| Tête de liste Étiquette politique (partis et alliances) | Tête de liste Étiquette politique (partis et alliances)                  | Premier tour | Premier tour | Second tour | Second tour | Sièges |
| Tête de liste Étiquette politique (partis et alliances) | Tête de liste Étiquette politique (partis et alliances)                  | Voix         | %            | Voix        | %           | Sièges |
| ------------------------------------------------------- | ------------------------------------------------------------------------ | ------------ | ------------ | ----------- | ----------- | ------ |
|                                                         | Ali Soumaré Parti socialiste (PRG - MRC)                                 | 73 836       | 27,15        | 166 108     | 57,48       | 14     |
|                                                         | Safia Lebdi Les Verts (Cap21 - GC)                                       | 39 363       | 14,47        | 166 108     | 57,48       | 14     |
|                                                         | Jean-Michel Ruiz Parti communiste français (PG - Les Alternatifs - PCOF) | 14 516       | 5,34         | 166 108     | 57,48       | 14     |
|                                                         | Axel Poniatowski Union pour un mouvement populaire (NC)                  | 69 278       | 25,47        | 122 866     | 42,52       | 6      |
|                                                         | Micheline Bruna Front national                                           | 32 867       | 12,08        |             |             | 0      |
|                                                         | Jean-Pierre Enjalbert Debout la République (CNIP)                        | 11 124       | 4,09         | 0           |             |        |
|                                                         | Omar Slaouti Nouveau parti anticapitaliste                               | 10 788       | 3,97         | 0           |             |        |
|                                                         | Sophie Jacqueest Mouvement démocrate (GÉ)                                | 10 498       | 3,86         | 0           |             |        |
|                                                         | Marie-Christine Jalladaud Alliance écologiste indépendante               | 4 566        | 1,68         | 0           |             |        |
|                                                         | Patrick Crunil Lutte ouvrière                                            | 2 186        | 0,80         | 0           |             |        |
|                                                         | Philippe Fabre Divers droite                                             | 1 909        | 0,70         | 0           |             |        |
|                                                         | Alejandra Santana Extrême gauche (Émergence)                             | 1 055        | 0,39         | 0           |             |        |
|                                                         |                                                                          |              |              |             |             |        |
| Inscrits                                                | Inscrits                                                                 | 685 900      | 100,00       | 685 905     | 100,00      | 20     |
| Abstentions                                             | Abstentions                                                              | 405 776      | 59,16        | 380 795     | 55,52       |        |
| Votants                                                 | Votants                                                                  | 280 124      | 40,84        | 305 110     | 44,48       |        |
| Blancs et nuls                                          | Blancs et nuls                                                           | 8 138        | 2,91         | 16 136      | 5,29        |        |
| Exprimés                                                | Exprimés                                                                 | 271 986      | 97,09        | 288 974     | 94,71       |        |
| Source : Ministère de l'Intérieur                       |                                                                          |              |              |             |             |        |